# Soemu Toyoda
Soemu Toyoda (豊田 副武?, Toyoda Soemu; Prefettura di Ōita, 22 maggio 1885 – Tokyo, 22 settembre 1957) è stato un ammiraglio giapponese, attivo durante la seconda guerra mondiale.
Arruolatosi nella Marina imperiale giapponese nel 1905, si specializzò tra 1908 e 1911 in artiglieria navale e, al contempo, iniziò ad arricchire la propria formazione frequentando il Collegio navale imperiale. Dal 1913 cominciò a lavorare come istruttore alla Scuola d'artiglieria navale e a fine 1917, conclusi gli studi con eccellenti risultati, fu promosso capitano di corvetta e per diversi anni servì come aiutante di campo l'ammiraglio Motarō Yoshimatsu. A cavallo tra fine anni dieci e inizio anni venti fu distaccato nel Regno Unito quale addetto militare, dove divenne capitano di fregata, e al ritorno in Giappone, dopo un breve servizio in mare, rimase dal 1923 e al 1925 nello stato maggiore del 1º Distretto navale (Yokosuka). Nel novembre 1926 fu nominato comandante dell'incrociatore leggero Yura.
Nell'ultima parte del decennio, Toyoda riprese mansioni di alta responsabilità all'interno del Ministero della marina e alla fine del 1930 assunse il comando della nave da battaglia Hyuga; contrammiraglio dal 1931, fu integrato nello stato maggiore generale e poi in quello della Flotta Combinata. Di riconosciuta competenza amministrativa, fino al 1937 occupò posizioni centrali nell'apparato burocratico e militare della marina nipponica. Alla fine degli anni trenta comandò in successione la 4ª Flotta e la 2ª Flotta e nel periodo 1939-1941 fu Direttore del Comando di costruzioni navali. Nel settembre 1941, promosso ammiraglio, fu posto a dirigere il 2º Distretto navale (Kure). Affossatore di una guerra contro gli Stati Uniti, Toyoda rimase lontano dalla partecipazione diretta alla guerra in Asia e nell'Oceano Pacifico e sino al maggio 1944 ricoprì comandi in patria. Il 5 maggio fu nominato successore dell'ammiraglio Mineichi Kōga a capo della Flotta combinata: in quanto tale, Toyoda fu responsabile della pianificazione di due grandi operazioni, A-Gō e Shō-Gō, che provocarono rispettivamente i disastri del Mare delle Filippine (19 giugno) e del Golfo di Leyte (23-26 ottobre); insistenti pressioni da parte dell'esercito e il pericolo incombente di sbarco alleato in Giappone lo convinsero, inoltre, a varare nell'aprile 1945 la disperata operazione Ten-Go, terminata con la perdita della nave da battaglia Yamato.
A fine maggio assunse la carica di capo di stato maggiore della marina imperiale ed entrò così a far parte del Supremo Consiglio per la Direzione della guerra, nel quale si schierò con i militaristi intransigenti, contrari a qualsiasi tipo di pace, Korechika Anami e Yoshijirō Umezu: nelle numerose conferenze, anche quelle seguenti l'attacco nucleare su Hiroshima e Nagasaki, si dimostrò strenuo oppositore della resa incondizionata, che in ultimo fu accettata e resa nota il 15 agosto dall'imperatore Hirohito. Toyoda figurò tra gli imputati del processo di Tokyo e fu l'unico a essere assolto. Ritiratosi a vita privata, morì nel settembre 1957.

## Biografia

### Servizio iniziale in marina
Soemu Toyoda nacque il 22 maggio 1885 nella prefettura di Ōita e, in giovane età, s'iscrisse all'Accademia navale di Etajima; fece parte della 33ª classe, si diplomò il 28 novembre 1905 (ventiseiesimo su 171 allievi) ottenendo il brevetto di aspirante guardiamarina e fu assegnato all'incrociatore protetto Hashidate. Il 30 agosto 1906 fu trasferito all'incrociatore corazzato Nisshin, sul quale continuò il proprio addestramento, ricevendo il 20 dicembre di quell'anno la conferma alla qualifica di guardiamarina. Solo il 28 settembre 1907 fu nuovamente spostato, questa volta nell'equipaggio del cacciatorpediniere di terza classe Asatsuyu, sul quale rimase poco meno di un anno. Tornato a terra in estate, dal 31 luglio 1908 iniziò a frequentare il Corso base alla Scuola d'artiglieria navale durante il quale, il 28 settembre, ebbe la nomina a sottotenente di vascello; quindi, una volta terminatolo, il 20 gennaio 1909 passò al Corso base della Scuola siluristi, che terminò in appena tre mesi: il 30 aprile fu assegnato alla 14ª Divisione torpediniere, reparto con il quale guadagnò una preziosa esperienza durata più di anno e mezzo. Il 1º dicembre 1910 entrò nel Corso B, 15ª classe del Collegio navale, l'istituzione della Marina imperiale giapponese preposta a formare ufficiali di stato maggiore. Conclusi gli studi, dal 22 maggio 1911 intraprese il Corso avanzato alla Scuola d'artiglieria navale e il 1º dicembre, divenuto tenente di vascello, fu trasferito sull'incrociatore da battaglia Kurama, una nave ammiraglia; vi prestò servizio per due anni.
Il 1º dicembre 1913, Toyoda fu assegnato a mansioni sulla terraferma: nel dettaglio, fu nominato istruttore e aiutante alla Scuola d'artiglieria navale, posti che mantenne per altri due anni. Il 13 dicembre 1915 iniziò la seconda parte del percorso formativo al Collegio navale con la frequentazione del Corso A, sempre nella 15ª classe: ebbe la promozione a capitano di corvetta il 1º aprile 1917, nella fase finale dei suoi studi, e si diplomò verso la fine dell'anno con il massimo dei voti. Il 1º dicembre 1917 fu dunque creato aiutante di campo e consigliere dell'ammiraglio Motarō Yoshimatsu, venendo al contempo distaccato presso il Ministero della marina in qualità di attendente; dal 10 giugno 1919 fu anche attendente al 1º Ufficio del Comando scuole navali. Il 25 novembre 1919 lasciò sia questo ufficio, sia il servizio dell'ammiraglio Yoshimatsu poiché trasferito al 1º Distretto navale con quartier generale a Yokosuka. Vi rimase tuttavia pochi giorni, giacché il 1º dicembre fu destinato alla missione diplomatica giapponese nel Regno Unito come addetto militare navale.

### Gli anni venti e trenta

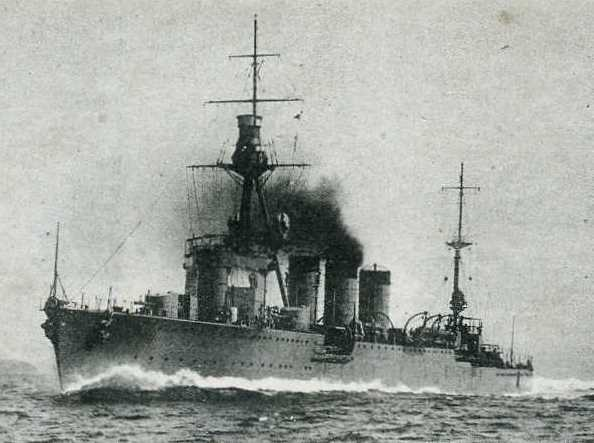
L'incrociatore leggero Yura, la prima nave comandata da Toyoda

Nel corso dell'incarico all'estero, Toyoda ebbe anche modo di studiare la lingua inglese: imparò a capirla, ma non a parlarla. Il 1º dicembre 1921 fu informato dell'avvenuto avanzamento di grado a capitano di fregata; il 1º agosto 1922 gli fu notificato l'ordine di rientro e, una volta giunto in patria, il 1º dicembre fu nominato vicecomandante dell'incrociatore leggero Kuma. Pochi mesi più tardi, il 1º aprile 1923, transitò a terra e fu assegnato per la seconda volta al Distretto navale di Yokosuka; al contempo iniziò a lavorare all'Ufficio Affari navali dipendente dal Ministero della marina e il 1º giugno fu integrato nello stato maggiore del primo: rimase in tale incarico burocratico per oltre due anni. Il 1º dicembre 1925 fu promosso capitano di vascello, nominato istruttore al Collegio navale e, provvisoriamente, attendente allo stato maggiore generale della marina; poi, dal 15 luglio 1926, tornò al Distretto navale di Yokosuka. Il 1º novembre 1926 ebbe per la prima volta il comando di un'unità, ovvero l'incrociatore leggero Yura, che gestì a lungo; fu poi trasferito alla testa della 7ª Divisione sommergibili. Il 10 dicembre 1928 fu nominato Capo della Sezione 1, Ufficio istruzione del Ministero della marina. Come responsabile di unità amministrative importanti in seno alla marina imperiale, Toyoda si fece presto una reputazione di ufficiale brillante, preciso e particolarmente esigente verso i propri sottoposti, tra i quali furono registrati casi di esaurimento nervoso.
Toyoda assunse il comando della nave da battaglia rimodernata Hyuga il 1º dicembre 1930; esattamente un anno più tardi acquisì il grado di contrammiraglio nonché il posto di Capo della sezione N2 operante alle dipendenze dello stato maggiore generale. La carica gli fu riconfermata il 10 ottobre 1932, quando divenne anche Capo della sezione N4, abolita verso la fine del 1916 ma riattivata appositamente. Il 23 febbraio 1933 lasciò questa seconda mansione al suo successore, capitano di vascello Seiichi Maeda, ma continuò a dirigere la sezione N2 per diversi altri mesi. Il 15 settembre di quell'anno, vista la sua competenza, fu nominato capo di stato maggiore della Flotta Combinata (il prestigioso comando che coordinava le flotte in alto mare) e anche della 1ª Flotta: mantenne questi incarichi per più di un anno. Il 15 marzo 1935 fu scelto quale successore del contrammiraglio Minoru Sonoda alla sedia di Direttore dell'Ufficio istruzione e il 15 novembre ricevette la nomina a viceammiraglio; quindi, il 2 dicembre divenne membro effettivo della Commissione ammiragli e passò all'Ufficio Affari navali del Ministero, sempre in qualità di direttore. Circa due anni più tardi, il 20 ottobre 1937, poté riprendere il servizio in mare, stavolta come comandante in capo della 4ª Flotta dislocata nelle isole del mandato del Pacifico meridionale. A metà novembre 1938 fu invece investito del comando della 2ª Flotta.

### La seconda guerra mondiale

#### Nelle retrovie
Il 1º settembre 1939 ebbe inizio la seconda guerra mondiale con l'attacco tedesco alla Polonia. Il 21 ottobre di quell'anno, Toyoda tornò a far parte della Commissione ammiragli e in contemporanea fu promosso Direttore del Comando costruzioni navali al posto del viceammiraglio Teijirō Toyoda; gestì il comando per quasi due anni, nel corso dei quali l'Impero giapponese si avvicinò definitivamente alla potenze dell'Asse e ritenne inevitabile una guerra contro le nazioni occidentali, Stati Uniti in primis. Per quanto acceso nazionalista e viscerale xenofobo, Toyoda disapprovava in privato un confronto militare con gli Stati Uniti, posizione che lo avvicinava all'allora comandante in capo della Flotta combinata ammiraglio Isoroku Yamamoto. Il 18 settembre 1941 fu portato al rango di ammiraglio e messo a comandare il 2º Distretto navale, con quartier generale a Kure. Questa posizione lo tenne dunque lontano dalla partecipazione alla guerra scoppiata nell'Oceano Pacifico dopo che il Giappone aveva lanciato l'attacco di Pearl Harbor (7 dicembre 1941); anche con il procedere del conflitto, Toyoda non ebbe modo di andare al fronte. Difatti il 10 novembre 1942 fu nominato Consigliere navale presso lo stato maggiore generale, assieme ad altri ufficiali quali Koshirō Oikawa, Takayoshi Katō, Kōichi Shiozawa. Dal 21 aprile 1943, Toyoda riprese il proprio posto nella Commissione ammiragli e assunse il comando generale del Distretto navale di Yokosuka.

#### Al comando della Flotta combinata
Il 31 marzo 1944 il successore di Yamamoto, ammiraglio Mineichi Kōga, morì quando l'idrovolante che lo trasportava nelle Filippine precipitò in mare nel corso di una tempesta. Dopo una lotta tra le fazioni interne alla Marina imperiale, il 3 maggio 1944 Toyoda fu scelto per assumere il comando vacante della Flotta Combinata, iniziando a operare in questa veste dal 5 maggio, quando fu resa nota la morte di Kōga. Diversi alti ufficiali nipponici rimasero sorpresi e perplessi, poiché Toyoda non aveva mai controllato forze navali in guerra. L'ammiraglio si mise subito all'opera per contrastare e rintuzzare la prevista offensiva statunitense sulle isole Marianne, fondamentale posizione della linea difensiva giapponese perché scudo delle Filippine e sito dal quale i bombardieri quadrimotori Boeing B-29 Superfortress avrebbero potuto colpire il Giappone in un solo viaggio: egli ereditò il Piano Z concepito dall'ammiraglio Kōga, che prevedeva di attirare la grande Quinta Flotta del viceammiraglio Raymond Spruance in una battaglia decisiva, da combattere con la rinnovata flotta di portaerei imperiali (Dai-Ichi Kidō Kantai), il concorso dei grandi calibri delle navi da battaglia e la massima collaborazione delle flottiglie aeree basate a terra. Toyoda lo rimaneggiò, traendone il piano A-Gō, la cui esecuzione fu affidata al viceammiraglio Jisaburō Ozawa. Il 12 giugno Toyoda ordinò l'attuazione dell'offensiva combinata, per la quale Ozawa disponeva di una forza di 55 navi (tra le quali nove portaerei) e circa 470 velivoli; le forze aeree di terra furono però annientate nel corso dei molteplici bombardamenti aeronavali americani sulle Marianne e in pratica non ebbe parte nella decisiva battaglia del Mare delle Filippine, svoltasi il 19 giugno a ovest dell'arcipelago. Il combattimento si concluse con una netta sconfitta tattico-strategica della marina imperiale, che ebbe tre portaerei (Hiyo, Shokaku, Taiho) affondate e quasi 320 aerei distrutti. Le guarnigioni sulle isole, private del supporto aeronavale e tagliate fuori da ogni possibile aiuto, furono via via eliminate e, a fine agosto, le posizioni strategicamente rilevanti erano in mano statunitense.

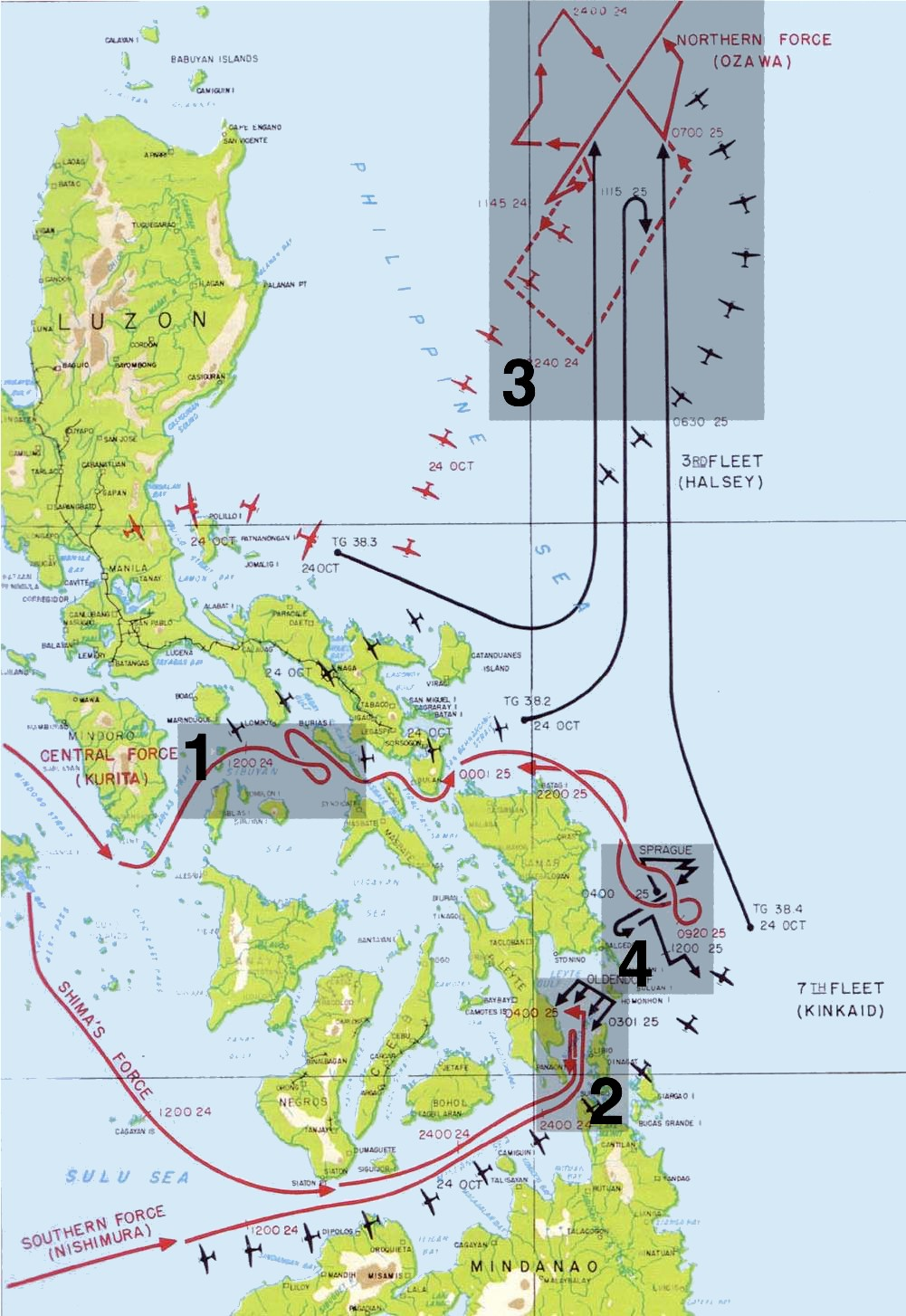
I movimenti navali cagionati dal piano Shō-Gō, messo a punto da Toyoda per distruggere le flotte anfibie nemiche

L'ammiraglio Toyoda non rimase coinvolto nel crollo del Gabinetto Tōjō (avvenuto verso la fine di luglio) e rimase comandante in capo della Flotta combinata; poco dopo l'esito della battaglia navale, fu avvicinato dall'ammiraglio Mitsumasa Yonai, nuovo ministro della marina, che gli chiese se essa avrebbe potuto vedere la fine dell'anno. Rispondendo che una simile eventualità era assai improbabile, Toyoda sembrò confermargli il suo appoggio per cercare di raggiungere la pace: tuttavia Yonai fallì nel persuadere gli altri ministri e Toyoda si rassegnò, fatalisticamente, a immolare le forze navali giapponesi nella difesa delle Filippine, logicamente il prossimo obiettivo degli Stati Uniti. Quale estrema speranza di ribaltare le sorti del conflitto, Toyoda intese infliggere nell'arcipelago un colpo gravissimo all'apparato anfibio della marina statunitense: si trattava di attirare lontano dalle vulnerabili navi da trasporto e assalto la scorta di naviglio pesante e, quindi, attaccare con le forze di superficie rimaste alla marina nipponica le spiagge di sbarco. A questo scopo, Toyoda delineò il piano Shō-Gō, che chiamava in causa tre squadre: quella proveniente dal Giappone, la 3ª Flotta agli ordini del viceammiraglio Ozawa, riuniva le superstiti portaerei e rappresentava l'esca; dalle ex Indie orientali olandesi partì la 2ª Flotta del viceammiraglio Takeo Kurita, incaricata di piombare nel Golfo di Leyte passando dallo Stretto di San Bernardino: da questa fu distaccata una squadra centrata attorno alla 2ª Divisione corazzata e agli ordini del viceammiraglio Shōji Nishimura che, all'ultimo minuto, fu rinforzata dalla 5ª Flotta del viceammiraglio Kiyohide Shima, la quale dovette precipitarsi dalle acque dell'Isola di Formosa il 21 ottobre. Il piano prescriveva la massima coordinazione tra le squadre per arrivare a una vittoria totale, ma quasi nulla andò come previsto, anche perché Toyoda rimase bloccato su Formosa all'inizio dell'operazione, a causa dei raid preliminari americani, e dunque fu il suo capo di stato maggiore, viceammiraglio Ryūnosuke Kusaka, a tenere le redini della situazione per i primi giorni. Le partenze delle flotte furono dilazionate nell'arco di varie ore del 17 ottobre; Kurita fu avvistato per primo e il 24 ottobre perse la corazzata Musashi sotto i colpi degli aerei imbarcati della Task force 38. Ancora, nella notte tra il 24 e il 25 ottobre, il tentativo di forzare lo stretto fallì con gravi perdite. Solo la mattina presto del 25 la formazione settentrionale fu localizzata e stornò l'attenzione dei comandanti statunitensi da Kurita, che poté arrivare indisturbato nel Golfo di Leyte, dove s'imbatté nel Task group 77.4 del contrammiraglio Thomas L. Sprague, responsabile del supporto tattico alle truppe sbarcate a Leyte. Scoppiò un serrato scontro deciso dal guardingo Kurita che, dopo aver perduto alcuni incrociatori, si ritirò con l'intenzione di unirsi al viceammiraglio Ozawa e completare il piano; l'affondamento delle portaerei della forza settentrionale e la fuga di Ozawa, avvenuti quasi in contemporanea, decretarono però il fallimento dell'operazione Shō-Gō.
Rientrato in Giappone, Toyoda prese atto del grave stato in cui versava la Flotta combinata e non organizzò un'azione in forze per diversi mesi. La cosa cagionò sempre più frequenti insoddisfazioni e richieste di agire da parte dei comandanti supremi dell'esercito imperiale; a Toyoda ripugnava inviare verso sicura distruzione, senza alcuna contropartita, un'aliquota importante della provata marina e si rifiutò più volte. Dinanzi allo sbarco di marines e soldati sull'isola di Okinawa, parte del territorio metropolitano, l'ammiraglio dovette però cedere: il 5 aprile autorizzò una missione senza ritorno della 2ª Flotta, centrata sulla corazzata Yamato, che doveva arenarsi sulle coste di Okinawa. La squadra fu invece intercettata il primo pomeriggio del 7 aprile da nugoli di velivoli imbarcati e la Yamato, assieme ad altre diverse navi, fu colata a picco. La disfatta non ebbe ripercussioni sulla carriera di Toyoda che, anzi, il 25 aprile assunse la carica creata ad hoc di Supremo comandante in capo della marina, cui seguì la promozione a comandante della Flotta navale di scorta (1º maggio 1945).

#### Ultimo capo della marina imperiale
Il 29 maggio, Toyoda lasciò i tre alti comandi e successe all'ammiraglio Oikawa nel posto di capo di stato maggiore della marina, divenendo in tal modo membro del Supremo Consiglio per la Direzione della guerra, che riuniva le massime cariche politico-militari giapponesi ed era presieduto formalmente dall'imperatore Hirohito. Nel corso delle sempre più frequenti riunioni, Toyoda si schierò dalla parte dei generali Korechika Anami (Ministro della guerra) e Yoshijirō Umezu (capo di stato maggiore dell'esercito) che si opponevano a qualsiasi tipo di pace, tradendo così le aspettative dell'ammiraglio Yonai. Tuttavia lo stesso imperatore era ormai deciso a porre fine alla guerra, come aveva dimostrato eloquentemente il 5 aprile con la nomina a primo ministro dell'ammiraglio Suzuki Kantarō, un anziano ufficiale a riposo che si dichiarava rivale del militarismo. Nella torrida giornata del 27 luglio, Toyoda fu tra coloro che rigettò l'ultimatum di Potsdam, reso noto dagli Alleati il giorno precedente; in ultimo, dopo estenuanti discussioni, il 28 luglio il Consiglio annunciò il rifiuto dell'ultimatum. La decisione portò a bombardamenti atomici di Hiroshima e Nagasaki (6 e 9 agosto 1945), che però non scosse la cieca determinazione degli oltranzisti Toyoda, Anami e Umezu: nelle riunioni del 9 agosto accettarono forzosamente l'ultimatum, ma si opposero ferocemente all'idea di una capitolazione. Solo la sera del 14 agosto, dopo numerose e convulse conferenze, si rassegnarono quando Hirohito ebbe presa la decisione di stilare un rescritto imperiale, che annunciava la fine delle ostilità, e diffonderlo via radio in tutta la nazione. Ciò avvenne il 15 agosto, dopo un episodio di ammutinamento.

### L'immediato dopoguerra e il processo di Tokyo
In seguito alla resa formale del Giappone del 2 settembre 1945, il 15 ottobre lo stato maggiore generale della marina imperiale fu smantellato e Toyoda fu spostato presso l'ex Ministero della marina, allo scopo di coadiuvare gli occupanti nella smobilitazione delle forze nipponiche. Il 13 e il 14 novembre fu sottoposto a interrogatorio da parte del contrammiraglio Ralph Ofstie e del maggior generale dell'esercito statunitense Anderson a proposito dell'enorme influenza avuta dall'esercito imperiale nell'apparato politico giapponese (verso la quale si dimostrò particolarmente critico), dei piani strategici e di economia di guerra in vista del confronto con gli Stati Uniti, delle reazioni suscitate nel Supremo Consiglio di guerra dinanzi alla prospettiva della resa incondizionata. Fu inoltre steso un breve profilo biografico, nel quale Toyoda fu tratteggiato come "ufficiale dalla spiccata intelligenza, ampiamente informato [...] ottimo interlocutore per discutere di pianificazioni ad alto livello". Il 30 novembre rassegnò le dimissioni da ogni incarico, consegnò la propria spada in segno di resa personale e fu preso in custodia.
Nell'ottobre 1948, Toyoda fu tradotto dinanzi al Tribunale militare internazionale per l'Estremo Oriente poiché ritenuto colpevole di aver violato le leggi e gli usi in tempo di guerra. Più precisamente, l'accusa riconosceva che egli aveva "volontariamente e illegalmente trascurato e fallito nell'adempire ai doveri di ufficiale ordinando, dirigendo, incitando, causando, permettendo, ratificando e mancando di impedire al personale giapponese delle unità militari e delle organizzazioni sotto suo comando, controllo e supervisione di commettere abusi, maltrattamenti, torture, stupri, omicidi e atrocità e offese del genere contro un elevato numero di persone provenienti dagli Stati Uniti, dai loro Alleati, dipendenze amministrative e altri civili non combattenti": Toyoda si dichiarò innocente dei crimini elencati. Nel corso del procedimento fu via via scagionato dai vari capi d'accusa e, al momento del verdetto il novembre seguente, fu l'unico dei ventotto imputati a essere assolto, non ricevendo alcun tipo di pena.

### Ultimi anni e morte
Evitato il carcere, Toyoda si ritirò a vita privata. Nel 1952 l'ammiraglio della flotta Chester Nimitz, suo vecchio rivale durante la guerra, fece in modo che gli fosse riconsegnata la spada d'ordinanza. Soemu Toyoda morì il 22 settembre 1957 all'età di 72 anni, colpito da infarto miocardico acuto.

## Onorificenze
Dati tratti da: